# Raoul Walter
Raoul Walter   (Viena, 16 d'agost de 1863 - Múnic, 21 d'agost de 1917) va ser un cantant d'òpera austríac-alemany amb la veu de tenor líric, que va treballar més de 25 anys a la Cort Reial i al Teatre Nacional de Múnic. També va ser cantant de cançons.

## Carrera professional
Raoul Walter era el fill del cantant de cambra Gustav Walter (1834-1910) i de la seva dona Laura, nascuda a La Haia. Als 13 anys va guanyar el primer premi per a la interpretació de piano a l'escola de piano Horak de Viena. Va passar els seus anys de secundària a linternat de Leitmeritz abans d'iniciar els seus estudis de dret a la Universitat de Viena, que va completar el 1886 amb un doctorat.
A més del seu treball a la fiscalia de Finances de Viena, va treballar com a membre de l'Associació de Cant masculins de Viena i del 1883 al 1887 com a membre de l'Associació de Cant de la Societat d'Amics de la Música. El 1888 va deixar la funció pública i va decidir fer del cant la seva professió. El mateix any va debutar al "Theatre an der Wien" amb el paper de Nanki-Puh a l'opereta The Mikado de Gilbert i Sullivan. El llavors tenor de 24 anys va cantar el paper d'Alfred sota la direcció de Johann Strauss el 15 de maig de 1888 a la 200a interpretació de Die Fledermaus. El 1890 va rebre un compromís al teatre de la ciutat de Brno com a cantant d'òpera i buffo d'òpera, abans que fos cridat per Hermann Levi a la Cort Reial i al Teatre Nacional de Múnic el 1891.

## Cort i Teatre Nacional de Múnic
De 1891 a 1917, Raoul Walter va ser el primer tenor líric a la Cort Reial i al Teatre Nacional de Múnic. El 18 d'agost de 1891, va debutar amb un gran èxit com Adam a Le Postillon de Lonjumeau. Va estar estretament relacionat amb les òperes de Mozart, en les quals es va poder escoltar en més de 380 actuacions: com Belmonte, Don Ottavio, Ferrando, Basilio, Tamino. També va excel·lir en les obres de Wagner, sobretot com a Walther von der Vogelweide a Tannhäuser. El seu paper més famós va ser el de Mathias Freudhofer a l'òpera Der Evangelimann de Kienzl, que va crear quan es va estrenar a Múnic el 1896 i va interpretar durant 20 anys l'únic cantant que va impressionat per la seva actuació al compositor.
El seu repertori també va incloure funcions en les òperes de Richard Strauss, com Der Rosenkavalier, Elektra, Ariadne auf Naxos, Feuersnot. Cal destacar la seva interpretació del paper principal del duc Ulrich a l'estrena mundial del duc Wildfang de Siegfried Wagner i la seva participació a l'estrena mundial de l'òpera I quattro rusteghi d'Ermanno Wolf-Ferrari. A les estrenes de Múnic, va cantar els títols de Lobetanz (Ludwig Thuille) i El Corregidor (Hugo Wolf). També va aparèixer com a cantant convidat a altres teatres d'òpera, com Sant Petersburg, Moscou, Libau, Mitau, Riga, Bremen, Frankfurt/M., Zuric, Karlsruhe i Viena. Va fer recitals a l'Odeon de Múnic tenint com acompanyant, l'estudiant de Liszt, Bernhard Stavenhagen. Raoul Walter era amic de Richard Strauss, que li dedicà les cançons op. 36. Erich Meyer-Helmund, Heinrich Kaspar Schmid i el director i compositor de Múnic de Hugo Reichenberger (1873-1938) també li van dedicar cançons. L'abril del 1917 va estar per última vegada a l'escenari en el paper de Tulbek en cas d'emergència per incendi per Richard Strauss. Va morir després d'una curta malaltia greu als 54 anys el 21 d'agost de 1917. El seu lloc de descans final va ser al cementiri forestal de Múnic.

## Com a director
A més del seu treball com a cantant als teatres de la cort real de Múnic (Teatre Nacional, Residenztheater, Prinzregententheater), on va ser escoltat en 111 papers d'òpera en més de 1850 tardes, va exercir de director en 25 òperes de 1904 a 1914. Produccions destacades van ser Così fan tutte i Die Fledermaus.

## Familiar
Walter es va casar amb la filla del farmacèut vienès Emilie Seipel, amb qui va tenir quatre fills. La seva filla petita Maria ("Mimi") es va casar amb el tenor vienès Julius Patzak (1898-1974). Va trobar el seu cercle d'amics a les associacions d'artistes de Múnic "Die Hölle" i "Die Pappenheimer", on es van conèixer pintors, escriptors i cantants. La seva germana, la cantant d'òpera de cort, Minna Walter (1859-1901), va ser soprano als teatres d'òpera de Frankfurt del Main i Viena.